# José Melián
José Antonio Melián (Buenos Aires, Virreinato del Río de la Plata, 1784-Buenos Aires, Argentina, diciembre de 1857) fue un militar argentino, que participó en la guerra de la independencia de su país, con participación en las campañas al Paraguay, a la Banda Oriental y a Chile.

## Las invasiones inglesas y el Litoral
Ingresó al ejército virreinal poco después del año 1800. Al producirse la primera de las Invasiones inglesas combatió en Barracas contra los invasores. Más tarde participó en la Reconquista de Buenos Aires, y al año siguiente combatió en las filas de los Húsares de Pueyrredón en la Defensa contra la segunda invasión; por méritos de guerra fue ascendido a capitán por el virrey Liniers.
A fines de 1810 se incorporó a la Expedición de Belgrano al Paraguay y tuvo una actuación destacada en las batallas de Paraguari y Tacuarí. Después pasó al sitio de Montevideo, combatiendo en la batalla de Cerrito.
Participó en la campaña de 1814 contra el caudillo de los federales, José Artigas, en operaciones en la provincia de Entre Ríos. En agosto de ese año, el Director Supremo Posadas lo nombró comandante general de las milicias de Entre Ríos, con orden de reunir 4 regimientos; se vio obligado a trasladarse a Paysandú por orden de Juan José Viamonte, desde donde evacuó las tropas de Zapiola, derrotadas por los federales. Regresó a Entre Ríos, donde junto a los coroneles Eusebio Valdenegro y Rafael Hortiguera derrotaron a Blas Basualdo en la batalla de Rincón.
Después de la definitiva derrota en la batalla de Guayabos, regresó a Buenos Aires.

## El Ejército de los Andes
Fue nombrado comandante de un escuadrón del Regimiento de Granaderos a Caballo, al frente del cual participó en el cruce de los Andes; participó en la batalla de Chacabuco y en la campaña del sur de Chile, destacándose en Curapaligüe y logrando el ascenso al grado de coronel.
En la batalla de Cancha Rayada se distinguió entre los jefes que salvaron más número de tropas del desastre. Combatió en la batalla de Maipú, asombrando a sus compañeros al atacar alternativamente y con igual éxito tanto a la caballería como a la infantería enemigas.
Pidió y obtuvo la baja por razones de salud en 1818. Vivió en Chile por más de tres décadas, dedicado a la agricultura.
Volvió en 1849 a Buenos Aires, donde el gobernador Juan Manuel de Rosas le otorgó el retiro militar con derecho a sueldo pleno, y con grado de coronel. Más tarde ocupó por corto tiempo la comandancia de San Nicolás de los Arroyos, antes de pasar definitivamente a retiro.
Falleció en diciembre de 1857 en Buenos Aires.